# Cuvelai
Cuvelai é um município da província do Cunene, em Angola, com sede na cidade de Mucolongodijo.
Tem 16 270 km² e cerca de 48 mil habitantes. É limitado a norte pelos municípios de Jamba e Cuvango, a leste pelos municípios de Cuchi e Menongue, a sul pelo município do Cuanhama, e a oeste pelos municípios de Ombadija e Matala.
O município é constituído pela comuna-sede, correspondente à cidade de Mucolongodijo, e pelas comunas de Mupa, Calonga e Cuvati.
É banhado pelas águas do rio Cuvelai, que inclusive lhe empresta o nome.